# Liste öffentlicher Bücherschränke in der Steiermark
Dieser Artikel enthält öffentliche Bücherschränke in der Steiermark und erhebt keinen Anspruch auf Vollständigkeit.

## Statistik
Derzeit sind in der Steiermark 192 öffentliche Bücherschränke erfasst (Stand: 17. Mai 2025).

## Liste öffentlicher Bücherschränke gereiht nach Gemeinde
| Bild | Ausführung                   | Gemeinde                                                                   | Bezirk               | Seit                  | Anmerkung | Lage                                                                  |
| ---- | ---------------------------- | -------------------------------------------------------------------------- | -------------------- | --------------------- | --- | --------------------------------------------------------------------- |
|      | Telefonzelle                 | Albersdorf-Prebuch                                                         | Weiz                 | 2022                  | Die von örtlichen Kindergartenkindern bemalte Bücherzelle („Büchertankstelle“) steht vor dem Gemeindeamt Albersdorf-Prebuch. | ⊙ Albersdorf 160, 8200 Gleisdorf                                      |
|      | Bücherschrank                | Bad Mitterndorf                                                            | Liezen               | 2017                  | Der Offene Büchertauschschrank steht im Durchgang neben dem Eingang zum örtlichen Informationsbüro (Tourismus Information). | ⊙ Bad Mitterndorf 59, 8983 Bad Mitterndorf                            |
|      | Bücherschrank                | Bad Mitterndorf, Katastralgemeinde Tauplitz                                | Liezen               | 2021                  | Der Offene Büchertauschschrank beim Dorfsaal wurde auf Initiative von Claudia Winter und Claudia Steinbrecher von Tischlern des Bauhofs der Marktgemeinde angefertigt. | ⊙ Tauplitz 260, 8982 Bad Mitterndorf                                  |
|      | Telefonzelle                 | Bärnbach                                                                   | Voitsberg            | Feb. 2023             | Die „Bärnbacher Bücherzelle“ steht im Pausenhof der Mittelschule Bärnbach in der Nähe vom Eingang zur Stadtbibliothek. Der Zugang erfolgt über die Kirchengasse. | ⊙ Rüsthausgasse 10, 8572 Bärnbach                                     |
|      | Telefonzelle                 | Breitenau am Hochlantsch, Hauptort St. Jakob                               | Bruck-Mürzzuschlag   | Sep. 2022             | Die Bücherzelle wurde auf Initiative der ÖVP-Gemeinderätinnen Sonja Ebner und Susanne Präsent-Winkler in der Nähe der Raiffeisenbank Passail gegenüber den Infotafeln aufgestellt. | ⊙ St. Jakob 1, 8614 Breitenau am Hochlantsch                          |
|      | Telefonzelle                 | Bruck an der Mur                                                           | Bruck-Mürzzuschlag   | 1. Juli 2020          | Die Bücherzelle („Lesezelle“) bei der Bibliothek wurde in Kooperation mit der Stadtbücherei Bruck nach einem Entwurf von Schülerinnen und Schüler der AHS Bruck an der Mur gestaltet und steht zwischen Stadtpark und Stadtsaal | ⊙ Stadtpark 1, 8600 Bruck an der Mur                                  |
|      | Einkaufswagen/Fensterbretter | Bruck an der Mur                                                           | Bruck-Mürzzuschlag   |                       | Zwei Einkaufswagen (davon nur einer am Bild zu sehen) und zwei Fensterbretter mit Büchern vor einem leeren Geschäftslokal | ⊙ Oberdorfer Straße 3, 8600 Bruck an der Mur                          |
|      | Kühlschrank                  | Deutschlandsberg                                                           | Deutschlandsberg     | Sep. 2023             | Der vom lokalen Hobbykünstler Helmut Krammer umgestaltete Bücherkühlschrank steht seit Mitte September 2023 direkt vorm Büro bzw. Haus des ÖZIV-Behindertenvereins Deutschlandsberg. | ⊙ Hörbinger Straße 23, 8530 Deutschlandsberg                          |
|      | Bücherregal                  | Deutschlandsberg                                                           | Deutschlandsberg     | 2021                  | Das Offene Bücherregal befindet sich im Eingangsbereich vom Gebrauchtwarenhändler „EcoShop“; zugänglich während der Öffnungszeiten (Stand März 2024): Montag, Dienstag, Donnerstag und Freitag 09.00 – 12.00h und 14.30 – 18.00h, am Samstag von 09.00 bis 12.00h, mittwochs geschlossen. | ⊙ Frauentalerstraße 9, 8530 Deutschlandsberg                          |
|      | Telefonzelle                 | Deutschlandsberg, Ortschaft Bad Gams                                       | Deutschlandsberg     | 2022                  | Die vom historischen Verein „Viana Styria für Weststeirische Heimatforschung“ initiierte Bücherzelle („offener Bücherschrank“) steht vor dem Festsaal der örtlichen Volksschule. | ⊙ Bad Gams 3, 8524 Bad Gams                                           |
|      | Bücherschrank                | Eggersdorf bei Graz, Ortsteil Höf-Präbach                                  | Graz-Umgebung        | 26. Okt. 2011         | Der von der Schlosserei Schratter aus Voitsberg angefertigte beleuchtete Metallschrank in Form eines Buches („Das Höf-Präbacher Tauschbuch“) beim Park & Ride Höf-Präbach Lembach ist eine Initiative der „familienfreundlichen Gemeinde Höf-Präbach“ (der Impuls kam von Thea Wenigmann) und war einer der ersten seiner Art in der Steiermark. | ⊙ Riesstraße Lembachmühle, 8063 Eggersdorf bei Graz                   |
|      | Telefonzelle                 | Feldkirchen bei Graz                                                       | Graz-Umgebung        |                       | Die Bücherzelle („Bücherbox“) steht beim Kinderspielplatz neben der Freiwilligen Feuerwehr Wagnitz. | ⊙ Wagnitzstraße 62, 8073 Feldkirchen bei Graz                         |
|      | Telefonzelle                 | Feldkirchen bei Graz                                                       | Graz-Umgebung        | 2018                  | Die Bücherzelle („Bücherbox“) steht im Generationenpark. | ⊙ in der Nähe der Warnhauserstraße 20, 8073 Feldkirchen bei Graz      |
|      | Bücherschrank                | Fernitz-Mellach, Katastralgemeinde Fernitz                                 | Graz-Umgebung        | 2020                  | Der Bücherschrank wurde vom OVV (Ortsverschönerungsverein) Fernitz-Mellach im Erzherzog-Johann-Park aufgestellt und befindet sich dort neben der Murbergstraße bei einer Parkbank. | ⊙ Erzherzog-Johann-Park, 8072 Fernitz-Mellach                         |
|      | Telefonzelle                 | Fürstenfeld                                                                | Hartberg-Fürstenfeld | 9. Okt. 2020          | Die Bücherzelle („Buchkabine am Hauptplatz“) beim Bauernmarkt in der Nähe des Spielplatzes ist ein Projekt des Kulturausschusses der Stadt und wird von der Lebenshilfe Fürstenfeld betreut. | ⊙ Hauptplatz, 8280 Fürstenfeld                                        |
|      | Bücherschrank                | Gabersdorf                                                                 | Leibnitz             | Sep. 2017             | Die Bücherbox wurde vom „Kulturverein Forum Gabersdorf“ beim Eingangsbereich des örtlichen Sportkulturhauses aufgestellt. | ⊙ Gabersdorf 121, 8424 Gabersdorf                                     |
|      | Telefonzelle                 | Gasen                                                                      | Weiz                 | 2019                  | Die Bücherzelle („LESeBAR“) wurde auf Initiative von Gisela Tösch und Karl Köberl über den Dorfentwicklungsverein realisiert und steht seit Sommer 2019 direkt neben dem Gemeindeamt. | ⊙ Dorfplatz 3, 8616 Gasen                                             |
|      | Holzhütte                    | Gersdorf an der Feistritz                                                  | Weiz                 | 2021                  | Die Zufahrt zur Bücherhütte („Büchertankstelle“) der Familie Buchgraber erfolgt über den Gersdorfer Bergweg. | ⊙ Gersdorf an der Feistritz 80, 8212 Gersdorf an der Feistritz        |
|      | Telefonzelle                 | Gleisdorf                                                                  | Weiz                 | 2017                  | Die Bücherzelle („Büchertankstelle“) wurde von SchülerInnen des BG/BRG Gleisdorf gestaltet und im Rahmen des 1. Gleisdorfer Lesefestivals „Buchfink“ im Sonnenpark aufgestellt | ⊙ schräg gegenüber von Fritz-Huber-Gasse 8, 8200 Gleisdorf            |
|      | Telefonzelle                 | Gleisdorf, Ortschaft Hart                                                  | Weiz                 | Dez. 2017             | Die von der Anwohnerin Daniela Sulzer initiierte Bücherzelle („Harter Lesezelle“) steht gegenüber der Bushaltestelle „Puchas“ am Labucher Radweg (WZ11). | ⊙ Ecke Streichegg Weg / Hart, 8200 Hart bei Gleisdorf                 |
|      | Telefonzelle                 | Gössendorf                                                                 | Graz-Umgebung        |                       | Die Bücherzelle („kleine Bücherwelt“) befand sich ursprünglich in der Schulstraße gegenüber vom Kindergarten auf dem Parkplatz beim Kreisverkehr nächst der Kapelle Dörfla und wurde Anfang März 2024 am aktuellen Standort am sogenannten Dorfplatz neben dem alten Rüsthaus bzw. dem Altstoffsammelplatz der Gemeinde aufgestellt. | ⊙ Ecke Dorfstraße 57 / Mitterweg 1, 8077 Gössendorf                   |
|      | Telefonzelle                 | Gössendorf, Katastralgemeinde Thondorf                                     | Graz-Umgebung        |                       | Die Bücherzelle („kleine Bücherwelt“) befand sich ursprünglich in der Sportplatzstraße 60 beim Kinderspielplatz bei der Sport- und Freizeitanlage Gössendorf und wurde Anfang März 2024 am aktuellen Standort neben einem kleinen Park (dem sogenannten Dreispitz) aufgestellt. | ⊙ Sattlerstraße 15, 8077 Thondorf                                     |
|      | Bücherregal                  | Gratkorn, Katastralgemeinde Kirchenviertel                                 | Graz-Umgebung        | Aug. 2023             | Das Offene Bücherregal neben dem Food Sharing-Kühlschrank beim Gratkorner Gemeindeamt in St. Stefan ersetzt die bisherige Bücherwand bei der Firma Splash PostmixSirup. | ⊙ Dr. Karl Renner-Straße 47, 8101 Gratkorn                            |
|      | Bücherregal                  | Gratkorn, Katastralgemeinde Kirchenviertel                                 | Graz-Umgebung        |                       | Das Offene Bücherregal in einem Nebenraum der Pfarrkirche im Ortsteil St. Stefan bietet nur christliche Bücher. | ⊙ Kirchplatz 1, 8101 Gratkorn                                         |
|      | Telefonzelle                 | Gratwein-Straßengel, Katastralgemeinde Judendorf-Straßengel                | Graz-Umgebung        | 2022                  | Die Bücherzelle befindet sich gegenüber der örtlichen Volksschule an der westlichen Seite des Motorik-Parks „FEE – Fitness - Erlebnis - Erholung“ (Straßengler Park). | ⊙ Hauptplatz 4, 8111 Gratwein-Straßengel                              |
|      | Telefonzelle                 | Gratwein-Straßengel, Katastralgemeinde Judendorf-Straßengel                | Graz-Umgebung        | März 2023             | Die vom Graffitikünstler Georg Dermouz gestaltete Bücherzelle vor dem Zugang zur Wolke 7 beim Kinderhaus am Straßenglerberg im Ortsteil Judendorf ist die vierte ihrer Art in der Gemeinde. | ⊙ Lindengasse 7, 8111 Gratwein-Straßengel                             |
|      | Bücherregale                 | Gratwein-Straßengel, Katastralgemeinde Judendorf-Straßengel                | Graz-Umgebung        |                       | Die zwei Bücherregale (Bildmontage zeigt beide) befinden sich in der zu einer Art Wintergarten umgestalteten ehemaligen zweiten Waschanlage der SOCAR-Tankstelle (vormals A1); zugänglich während der Öffnungszeiten (Stand April 2023): Montag bis Samstag 06.00h bis 22.00h, Sonntag und Feiertag 07.00h bis 21.00h. | ⊙ Gratweiner Straße 1, 8111 Judendorf-Straßengel                      |
|      | Bücherschrank                | Gratwein-Straßengel, Katastralgemeinde Judendorf-Straßengel                | Graz-Umgebung        |                       | Der Offene Bücherschrank befindet sich beim 24h-Automatenlokal „Tischlein Deck Dich“ der „Wohlfühlhaus-Café & Konditorei Marianne“ Am Kirchberg. | ⊙ Grazer Straße 2, 8111 Judendorf-Straßengel                          |
|      | Telefonzelle                 | Gratwein-Straßengel, Katastralgemeinde Gratwein                            | Graz-Umgebung        | Feb. 2023             | Die vom Graffitikünstler Georg Dermouz gestaltete Bücherzelle vor der Volksschule Gratwein beim Schulzentrum im Ortsteil Gratwein ist ein von der SPÖ-Gemeinderätin Yasemin Cetin umgesetztes Projekt des Fachausschusses für Jugend, Bildung und Sport und die dritte ihrer Art in der Gemeinde. | ⊙ Schulgasse 11, 8112 Gratwein                                        |
|      | Bücherschrank                | Gratwein-Straßengel, Katastralgemeinde Gratwein                            | Graz-Umgebung        | 2022                  | Der von den SPÖ-Gemeinderätinnen Yasemin Cetin und Andrea Neundlinger initiierte Schrank steht beim Kinderspielplatz beim Haus der Naturfreunde Gratwein. | ⊙ Bahnhofstrasse 11, 8112 Gratwein                                    |
|      | Bücherbox                    | Gratwein-Straßengel, Katastralgemeinde Gratwein                            | Graz-Umgebung        |                       | Die Bücherbox befindet sich im Spar-Supermarkt; zugänglich während der Öffnungszeiten (Stand Juni 2022): Montag bis Freitag 07.15 – 19.30h, Samstag 07.15 – 18.00h | ⊙ Gratweiner Straße 75, 8112 Gratwein                                 |
|      | Telefonzelle                 | Gratwein-Straßengel, Katastralgemeinde Eisbach                             | Graz-Umgebung        | 2022                  | Die Bücherzelle bei der Servicestelle Eisbach (ehemaliges Gemeindeamt) neben dem Ulrichsbach in der Nähe von Stift Rein ersetzt den bisherigen Offenen Bücherschrank bei der alten Trafik. | ⊙ Rein 5, 8103 Rein                                                   |
|      | Bücherregale                 | Graz-Innere Stadt (1. Bezirk)                                              | Graz                 | 2016                  | Die Bildmontage zeigt die Offenen Bücherregale im Hochparterre (Wartebereich vor Zimmer 38, der Erstberatungsstelle des Referats für Sozialarbeit und Sozialbetreuung) sowie in der Galerie im 1. Obergeschoß (neben dem Getränkeautomaten, vor Zimmer 147 – Fachbereich für Behindertenhilfe und Pflegekosten) des Grazer Sozialamts (Stiege 3 im Amtshaus der Stadt Graz), welche beide ein Projekt der Initiative für kunstübergreifende Gestaltung „Culture Unlimited“ sind; zugänglich während der Öffnungszeiten (Stand März 2024:) Montag bis Freitag 08.00 bis 12.30h                                    | ⊙ Schmiedgasse 26, 8010 Graz                                          |
|      | Bücherregal                  | Graz-Innere Stadt (1. Bezirk)                                              | Graz                 | 8. Juli 2023          | Das im Rahmen der vom 8. Juli bis 10. September 2023 dauernden „Hofpause – Spielen und Sein“ im Innenhof vom Graz Museum aufgestellte Offene Bücherregal befindet sich neben einem steinernen Metzen; zugänglich während der Öffnungszeiten (Stand Ende April 2024) täglich von 10.00 bis 18.00h | ⊙ Sackstraße 18, 8010 Graz                                            |
|      | Bücherregale                 | Graz-Innere Stadt (1. Bezirk)                                              | Graz                 |                       | Die zwei Offenen Bücherregale mit alpiner Literatur befinden sich in der Geschäftsstelle der Sektion Graz-St.G.V des Österreichischen Alpenvereins (ÖAV); zugänglich während der Öffnungszeiten (Stand Ende November 2023): Montag von 07.30 bis 12.30h und 13.00 bis 18.00h, Dienstag und Donnerstag von 09.30 bis 12.30h und 13.00 bis 15.00h, am Mittwoch von 09.30 bis 12.30h und 13.00 bis 18.00h sowie Freitag von 09.30 bis 12.30h und 13.00 bis 15.00h | ⊙ Sackstraße 16, 8010 Graz                                            |
|      | Bücherregal                  | Graz-Innere Stadt (1. Bezirk)                                              | Graz                 |                       | Das Offene Bücherregal befindet sich in der Servicezone im AMS Graz-Ost im „Neutorviertel“; zugänglich während der Öffnungszeiten (Stand März 2023): Montag bis Donnerstag 07.30-15.30h und Freitag 07.30-12.30h | ⊙ Neutorgasse 46, 8010 Graz                                           |
|      | Bücherregal                  | Graz-Innere Stadt (1. Bezirk)                                              | Graz                 |                       | Das Bücherregal befindet sich in der Schlossbergbäckerei Schudi; zugänglich während der Öffnungszeiten (Stand März 2024): Montag bis Freitag 06.00 - 13.00h, am Samstag von 06.00 bis 12.00h. | ⊙ Wickenburggasse 15, 8010 Graz                                       |
|      | Bücherregal                  | Graz-Innere Stadt (1. Bezirk)                                              | Graz                 |                       | Das Bücherregal befindet sich im Cafe Mitte; zugänglich während der Öffnungszeiten (Stand März 2024): Montag bis Donnerstag 16.00 bis 24.00h, Freitag 15.00 bis 01.00h, Samstag 09.00 bis 01.00h, Sonntag 09.00 bis 23.00h. | ⊙ Freiheitsplatz 2, 8010 Graz                                         |
|      | Bücherregal                  | Graz-Innere Stadt (1. Bezirk)                                              | Graz                 |                       | Das Bücherregal befindet sich am Gehsteig in der Raubergasse unter dem Schaufenster des Geschäftes „Das Dekagramm - Der Zero Waste Markt“, ein weiteres ist für Lebensmittel vorgesehen | ⊙ Joanneumring 16, 8010 Graz                                          |
|      | Bücherregal                  | Graz St. Leonhard (2. Bezirk)                                              | Graz                 | Aug. 2014             | Das von Thomas Nussmüller initiierte Regal „LESBAR“ befindet sich vor einem Hauseingang | ⊙ Schillerstraße 16, 8010 Graz                                        |
|      | Telefonzelle                 | Graz-St. Leonhard (2. Bezirk)                                              | Graz                 | Ende 2015/Anfang 2016 | Die gelbe Bücherzelle direkt beim Spielplatz der Pfarre St. Leonhard wurde 2018 von Schülern der 2. Klasse der VS Odilien bemalt | ⊙ Leonhardplatz 14, 8010 Graz                                         |
|      | Bücherregal                  | Graz-St. Leonhard (2. Bezirk)                                              | Graz                 |                       | Die „Buch-Tausch-Börse“ befindet sich im Coffeeshop Barista’s Music & Art, ein Café-Restaurant gegenüber der der Grazer Kunstuniversität (KUG) neben der Graz-Linien-Straßenbahn-Haltestelle Lichtenfelsgasse/Kunstuniversität; zugänglich während der Öffnungszeiten (Stand März 2024): Montag bis Freitag 07.00 - 21.00h, Samstag 08.00 bis 21.00h sowie Sonntag von 09.00 bis 18.00h. | ⊙ Leonhardstraße 18, 8010 Graz                                        |
|      | Bücherregale                 | Graz-St. Leonhard (2. Bezirk)                                              | Graz                 |                       | Die „Bücher Tausch Börse“ (zwei Holzregale) befindet sich an der Wand eines Trafohäuschens | ⊙ Ecke Rechbauerstraße/Haydngasse, 8010 Graz                          |
|      | Bücherregal                  | Graz-St. Leonhard (2. Bezirk)                                              | Graz                 |                       | Das „Open Bookshelf“ befindet sich rechts vom Eingang im Foyer des Filmzentrums im Rechbauerkino; zugänglich während der Öffnungszeiten (Stand Oktober 2023): Montag bis Samstag 16.00 - 22.00h, Sonn- und Feiertag 14.30 - 22.00h | ⊙ Rechbauerstraße 6, 8010 Graz                                        |
|      | Bücherregal                  | Graz-St. Leonhard (2. Bezirk)                                              | Graz                 |                       | Das Offene Bücherregal steht gegenüber dem nördlichen Ende der Eduard-Richter-Gasse am Zaun zu einem brachliegenden Grundstück. | ⊙ Krenngasse 27, 8010 Graz                                            |
|      | Bücherregal                  | Graz-St. Leonhard (2. Bezirk)                                              | Graz                 |                       | Das Öffentliche Bücherregal befindet sich gegenüber dem SchülerInnenhort Kronesgasse (ehemalige Hauptschule Krones) in einem Hauseingang bei der Hausbriefkastenanlage. | ⊙ Kronesgasse 6-8, 8010 Graz                                          |
|      | Bücherregal                  | Graz St. Leonhard (2. Bezirk)                                              | Graz                 | 2022                  | Die Bücherbox befindet sich im Herz-Jesu-Viertel auf einem Privatgrundstück bei den Mülltonnen. | ⊙ Naglergasse 31, 8010 Graz                                           |
|      | Bücherregal                  | Graz-St. Leonhard (2. Bezirk)                                              | Graz                 |                       | Das Offene Bücherregal aus Holz steht am Gehsteig rechts von einem Hauseingang gegenüber der Einmündung der Raimundgasse im Herz-Jesu-Viertel | ⊙ Nibelungengasse 8, 8010 Graz                                        |
|      | Bücherregale                 | Graz-Geidorf (3. Bezirk)                                                   | Graz                 |                       | Die „Bücher-Ecke“ befindet sich im römisch-katholischen Seelsorgezentrum Graz Nord neben der Tauf- und Meditationskapelle der Salvatorkirche der Pfarre Graz-Christus Salvator. | ⊙ Robert-Stolz-Gasse 3, 8010 Graz                                     |
|      | Bücherregal                  | Graz-Geidorf (3. Bezirk)                                                   | Graz                 |                       | Das Offene Bücherregal aus Plastik steht beim BRG Körösi neben einer noch aktiven Telefonzelle, die zeitweise ebenfalls als Bücherzelle zweckentfremdet wurde | ⊙ Ecke Körösistraße 155-Ortweingasse, 8010 Graz                       |
|      | Bücherregal                  | Graz-Geidorf (3. Bezirk)                                                   | Graz                 |                       | Das Offene Bücherregal an der Ecke Körösistraße/Fischergasse steht neben zwei Altkleider-Sammelboxen gegenüber vom China-Restaurant „Goldener Fisch“ in der Nähe der Tanzschule „Conny & Dado“. | ⊙ gegenüber von Fischergasse 5, 8010 Graz                             |
|      | Bücherregal                  | Graz-Geidorf (3. Bezirk)                                                   | Graz                 |                       | Die „Bücher-Tausch-Börse“ befindet sich hinter dem Spar-Supermarkt bei der Graz Linien-Haltestelle Carnerigasse (West). | ⊙ Ecke Carnerigasse-Körösistraße, 8010 Graz                           |
|      | Bücherregal                  | Graz-Geidorf (3. Bezirk)                                                   | Graz                 |                       | Das Offene Bücherregal befindet sich seit Ende 2023 oder Beginn 2024 am Ostufer der Mur unter der Kalvarienbrücke beim Murradweg R2. | ⊙ Schwimmschulkai, 8010 Graz                                          |
|      | Bücherregal                  | Graz-Geidorf (3. Bezirk)                                                   | Graz                 |                       | Das Offene Bücherregal neben dem Murradweg beim Kinderspielplatz an der Ecke Schwimmschulkai/Rottalgasse ersetzt die im Laufe des Jahres 2023 verschwundene „Bücher-Börse“ (ebenfalls ein kleines Holzregal). | ⊙ Schwimmschulkai 88, 8010 Graz                                       |
|      | Bücherregal                  | Graz-Geidorf (3. Bezirk)                                                   | Graz                 |                       | Das Offene Bücherregal steht am Zaun zum Sportplatz vom Bundesgymnasium und Bundesrealgymnasium Carnerigasse | ⊙ Ecke Vogelweiderstraße / Theodor-Körner-Straße 120, 8010 Graz       |
|      | Bücherregal                  | Graz-Geidorf (3. Bezirk)                                                   | Graz                 |                       | Das kleine Bücherregal befindet sich im Foyer der Wohnungsgesellschaft ENW; zugänglich während der Öffnungszeiten (Stand Juli 2022): Montag, Mittwoch und Freitag 8.00-12.00h, Dienstag und Donnerstag 8.00-12.00h sowie 13.00-16.00. | ⊙ Theodor-Körner-Straße 120, 8010 Graz                                |
|      | Bücherregal                  | Graz-Geidorf (3. Bezirk)                                                   | Graz                 |                       | Das Offene Bücherregal steht gegenüber der Bäckerei Auer am westlichen Ende des Zebrastreifens beim Radweg. | ⊙ Körösistraße 57, 8010 Graz                                          |
|      | Bücherregale                 | Graz-Geidorf (3. Bezirk)                                                   | Graz                 |                       | Die Offenen Bücherregale stehen am östlichen Ende vom Spielplatz am Hasnerplatz. | ⊙ Hasnerplatz, 8010 Graz                                              |
|      | Bücherregal                  | Graz-Geidorf (3. Bezirk)                                                   | Graz                 |                       | Im Außenbereich des Bioladens „Kornwaage“ | ⊙ Theodor-Körner-Straße 47, 8010 Graz                                 |
|      | Telefonzelle                 | Graz-Geidorf (3. Bezirk)                                                   | Graz                 | 2013                  | Die Bücherzelle („kostenfreie Büchertauschzentrale“) ist auf dem Campus der Pädagogischen Hochschule Steiermark (PHSt am Hasnerplatz 12) rechts nach dem Eingangstor an der Theodor-Körner-Straße zu finden und wird vom „read & go Team“ betreut | ⊙ gegenüber der Adresse Theodor-Körner-Straße 39, 8010 Graz           |
|      | Bücherregal                  | Graz-Geidorf (3. Bezirk)                                                   | Graz                 |                       | Das Offene Bücherregal befindet sich in der Nähe der Filiale Hasnerplatz der Steiermärkischen Sparkasse bei der Tiefgarage „Geidorf-Center“. | ⊙ Theodor-Körner-Straße 59, 8010 Graz                                 |
|      | Bücherregal                  | Graz-Geidorf (3. Bezirk)                                                   | Graz                 |                       | Am Murradweg an der Mauer vom Parkplatz des Amtes der Steiermärkischen Landesregierung (Fachabteilung 4a) kurz vor dem Aufgang zur Keplerbrücke-Wickenburggasse | ⊙ Wartingergasse 43-Schwimmschulkai, 8010 Graz                        |
|      | Bücherregal                  | Graz-Geidorf (3. Bezirk)                                                   | Graz                 |                       | Das Bücherregal steht hinter einer Telefonzelle (sowie gegenüber einer ehemaligen Trafik und in Nähe der Postfiliale 8015) auf einer Fläche, wo Bergmanngasse und Wormgasse zusammentreffen | ⊙ Bergmanngasse (auf Höhe von Nr. 10)/Wormgasse, 8010 Graz            |
|      | Bücherregal                  | Graz-Geidorf (3. Bezirk)                                                   | Graz                 |                       | „Bücher-Tausch-Börse“ bei einer Parkbank | ⊙ gegenüber Geidorfgürtel 26, 8010 Graz                               |
|      | Bücherregal                  | Graz-Geidorf (3. Bezirk)                                                   | Graz                 |                       | Im Außenbereich des Grätzeltreffs der Grätzelinitiative Margaretenbad | ⊙ Wastlergasse 2, 8010 Graz                                           |
|      | Bücherregal                  | Graz-Geidorf (3. Bezirk)                                                   | Graz                 |                       | Das Bücherregal befindet sich in der „Leseecke“ im Margaretenbad; zugänglich während der Öffnungszeiten (Stand Sommer 2023): Juni, Juli, August Montag bis Sonntag von 09.00 bis 20.00h, im Mai und im September Montag bis Sonntag von 10.00 bis 18.00h. | ⊙ Grillparzerstraße 10, 8010 Graz                                     |
|      | Bücherregal                  | Graz-Geidorf (3. Bezirk)                                                   | Graz                 |                       | Die „Geidorfer Bücherbox“ steht beim Fahrradabstellplatz neben dem Billa-Supermarkt. | ⊙ Körblergasse 27, 8010 Graz                                          |
|      | Bücherregal                  | Graz-Geidorf (3. Bezirk)                                                   | Graz                 |                       | Die Bücherbox befindet sich bei den Mülltonnen neben dem Altkleidercontainer. | ⊙ gegenüber von Muchargasse 6, 8010 Graz                              |
|      | Bücherregal                  | Graz-Geidorf (3. Bezirk)                                                   | Graz                 |                       | Das Offene Bücherregal befindet sich im „Hörsaal F“ im Café Fotter; zugänglich während der Öffnungszeiten (Stand Oktober 2023): Montag bis Freitag 08.00 - 15.00h sowie samstags von 08.00 bis 14.00h (Sonn- und Feiertag geschlossen) | ⊙ Attemsgasse 6, 8010 Graz                                            |
|      | Bücherregal                  | Graz-Geidorf (3. Bezirk)                                                   | Graz                 |                       | Das Offene Bücherregal befindet sich im hinteren Bereich des vegan-vegetarischen Literaturaustausch-Cafés Cofeba an der Ecke Harrachgasse/Goethestraße, schräg gegenüber vom Café Harrach; zugänglich während der Öffnungszeiten (Stand März 2024): Montag bis Freitag 09.00 bis 20.00h, Samstag und Sonntag geschlossen | ⊙ Goethestraße 42, 8010 Graz                                          |
|      | Bücherregal                  | Graz-Geidorf (3. Bezirk)                                                   | Graz                 |                       | Bücherregal auf den Stufen des Hauseingangs neben dem Institut für Philosophie und gegenüber dem Hörsaal HS 12.01 der Karl-Franzens-Universität Graz | ⊙ Heinrichstraße 35, 8010 Graz                                        |
|      | Bücherregal                  | Graz-Geidorf (3. Bezirk)                                                   | Graz                 |                       | Bücherregal neben einer Sitzbank vor dem Eingang vom Gasthaus „Das Lorenz“ | ⊙ Heinrichstraße 145, 8010 Graz                                       |
|      | Bücherschrank                | Graz-Lend (4. Bezirk)                                                      | Graz                 | 2013                  | Bücherschrank beim Lendpavillon der SPÖ-Stadtpartei Graz im Volksgarten | ⊙ Volksgartenstrasse 11a, 8020 Graz                                   |
|      | Bücherbox                    | Graz-Lend (4. Bezirk)                                                      | Graz                 |                       | Die vom Verein „JUKUS“ (Verein zur Förderung von Jugend, Kultur und Sport) realisierte Bücherbox steht gegenüber vom Gebäude Metahofgasse 30 beim Abgang zur Tiefgarage | ⊙ Annenstraße 60, 8020 Graz                                           |
|      | Bücherregale                 | Graz-Lend (4. Bezirk)                                                      | Graz                 | 2023                  | Beim vom Verein „JUKUS“ geführten Stadtteilzentrum (STZ) Lend befinden sich zwei Offene Bücherregale: eines im Außenbereich, das zweite im Gebäude ist nur während der Öffnungs- bzw. Beratungszeiten zugänglich (Stand März 2024): Dienstag 15.00 bis 18.00h, Mittwoch 10.00 bis 13.00h sowie Donnerstag 15.00 bis 18.00h. | ⊙ Mariengasse 41 (Zugang im Hof), 8020 Graz                           |
|      | Bücherregal                  | Graz-Lend (4. Bezirk)                                                      | Graz                 |                       | Der Offene Bücherschrank befindet sich gegenüber von Haus 58A im offenen Müllraum im Innenhof. | ⊙ Überfuhrgasse 60–62, 8020 Graz                                      |
|      | Büchertisch                  | Graz-Lend (4. Bezirk)                                                      | Graz                 | 2023                  | Die ursprüngliche Offene Bücherkiste beim ebenerdigen Liftzugang von Haus 2 (Top 1 - 21) wurde im Jahr 2024 durch einen kleinen Tisch bei der Briefkastenanlage ersetzt. | ⊙ Erlengasse 13 (Haus 1/Top 1 - 8), 8020 Graz                         |
|      | Bücherschrank                | Graz-Lend (4. Bezirk)                                                      | Graz                 |                       | Der Offene Bücherschrank steht vor dem Nachbarschaftszentrum „NaNet Floßlend“. | ⊙ Kalvariengürtel 7, 8020 Graz                                        |
|      | Bücherbox                    | Graz-Lend (4. Bezirk)                                                      | Graz                 |                       | Die Bücherbox befindet sich beim Schleifbach im Park hinter dem Spar-Supermarkt. | ⊙ Floßlendplatz, 8020 Graz                                            |
|      | Bücherregal                  | Graz-Lend (4. Bezirk)                                                      | Graz                 |                       | Das Bücherregal befindet sich im Café Centraal; zugänglich während der Öffnungszeiten (Stand März 2024): Montag bis Samstag 09.00 - 24.00h, sonn- und feiertags geschlossen. | ⊙ Mariahilfer Straße 10, 8020 Graz                                    |
|      | Bücherregal                  | Graz-Lend (4. Bezirk)                                                      | Graz                 |                       | Das Bücherregal befindet sich im Restaurant „Die Scherbe“ gegenüber vom Abgang zum Scherbenkeller; zugänglich während der Öffnungszeiten (Stand Juli 2022): Montag bis Samstag von 09.00 is 01.00h, Sonntag und Feiertag von 09.00 bis 24.00h. | ⊙ Stockergasse 2, 8020 Graz                                           |
|      | Bücherregal                  | Graz-Lend (4. Bezirk)                                                      | Graz                 |                       | Das Bücherregal befindet sich im Gastgarten der Gasthof-Pension „Zur Steirerstub'n“ an der Ecke Lendplatz/Marschallgasse | Lendplatz 8, 8020 Graz                                                |
|      | Bücherbox                    | Graz-Lend (4. Bezirk)                                                      | Graz                 | Juli 2023             | Die von Višnja Somođi designte und vom Projekt „Natur.Werk.Stadt.“ betreute Offene Bücherbox (Sitz-Bücherschrank zum Aufziehen) wurde vom Verein Jukus vor dem Bürgerinformationsbüro „vor.ort Stadtteilmanagement“ neben einer Hofer-Filiale im Stadtteil Smart City Graz aufgestellt | ⊙ Waagner-Biro-Straße 120, 8020 Graz                                  |
|      | Bücherregal / Bücherschrank  | Graz-Lend (4. Bezirk)                                                      | Graz                 | 22. Juni 2023         | Das Offene Bücherregal bzw. der Offene Bücherschrank befinden sich vor dem im Sommer 2023 eröffneten „KostNix-Laden EggenLend“, ein Nachbarschaftsprojekt der Stadtteilarbeit EggenLend. | ⊙ Waagner-Biro-Straße 45, 8020 Graz                                   |
|      | Bücherregal                  | Graz-Lend (4. Bezirk)                                                      | Graz                 |                       | Das Offene Bücherregal für Bücher und DVDs befindet sich im 1. Stock des „OFFICEBOX“-Gebäudes beim Empfang der Büroflächenvermietungsfirma „Regus“ im Grazer Stadtteil Smart City; zugänglich während der Öffnungszeiten (Stand Mitte August 2024): Montag bis Freitag von 09.00 bis 17.00h. | ⊙ Waagner-Biro-Straße 47 (Zugang über den Innenhof), 8020 Graz        |
|      | Bücherbox                    | Graz-Gries (5. Bezirk)                                                     | Graz                 | 2015                  | Offene Bücherbox bei der Kirche St. Andrä | ⊙ Kernstockgasse 9, 8020 Graz                                         |
|      | Bücherregal                  | Graz-Gries (5. Bezirk)                                                     | Graz                 | 2021                  | „Die Manufaktur“ - Regal steht im Verschenkbereich (Mo–Do 8–16:30. Fr 8–14 Uhr geöffnet). Dieser Verein verteilt gespendete Bücher mittels Lastenrad an offene Bücherregale in Graz | Entenplatz 9, 8020 Graz                                               |
|      | Bücherregale                 | Graz-Gries (5. Bezirk)                                                     | Graz                 | 2019/2020             | Die „Tausch-Bibliothek“ im Einkaufszentrum „Citypark“, welche ungefähr im September 2020 ein seit Juni 2019 bestehendes Bücherregal im Treppenbereich ersetzte, befand sich bis Mitte August 2022 (siehe Foto) zwischen den Geschäften von „Pearle“ und „Urban Mode“ im Obergeschoß (zwischenzeitlicher Standort war eventuell auch im Panoramageschoß in der Nähe des Interspar-Restaurants) und zog danach ins Erdgeschoß vor „City Blumen“ um; zugänglich während der Öffnungszeiten (Stand Oktober 2022): Montag bis Freitag 09.00-19.30h, Samstag 09.00-18.00h.                                             | ⊙ Lazarettgürtel 55, 8020 Graz                                        |
|      | Bücherregal                  | Graz-Gries (5. Bezirk)                                                     | Graz                 |                       | Das Öffentliche Bücherregal befindet sich im Foyer des „JUFA Hotel Graz City“ in einem Raum links von der Rezeption | ⊙ Idlhofgasse 74, 8020 Graz                                           |
|      | Bücherschrank/Bücherregal    | Graz-Gries (5. Bezirk)                                                     | Graz                 |                       | Rechts vor dem Hofeingang befindet sich auf einem Kasten von UPC Telekabel ein sehr kleines Regal, im Innenhof steht beim Eingang zum Atelier „a TREE house“ ein Schrank („Freies Regal“); die Fotomontage zeigt beide | ⊙ Lagergasse 64a, 8020 Graz                                           |
|      | Bücherhäuschen               | Graz-Gries (5. Bezirk)                                                     | Graz                 |                       | Beim Zaun am Boden | ⊙ Steinfeldgasse 54, 8020 Graz                                        |
|      | Regal                        | Graz-Jakomini (6. Bezirk)                                                  | Graz                 |                       | Das von der Initiative „Nachhaltig in Graz“ bzw. der MOHOGA-Werkstatt aufgestellte Offene Bücherregal befindet sich in einem straßenseitigen Hauseingang in der Nähe der Straßenbahn-Haltestelle Münzgrabenstraße der Linie 6. | ⊙ Moserhofgasse 53, 8010 Graz                                         |
|      | Bücherregale                 | Graz-Jakomini (6. Bezirk)                                                  | Graz                 |                       | Im Café vom Verein GMOTA an der Ecke Münzgrabenstraße/Hafnerriegel befindet sich ein Offenes Bücherregal rechts vom Eingang sowie ein weiteres in der „Gmota-Boutique“ (Kleidertauschraum) im Kostnix-Laden (die Bildmontage zeigt beide); zugänglich während der Öffnungszeiten (Stand Anfang November 2022): Donnerstag bis Sonntag 11.00h bis 18.00h | ⊙ Münzgrabenstraße 57, 8010 Graz                                      |
|      | Bücherregale                 | Graz-Jakomini (6. Bezirk)                                                  | Graz                 |                       | Ein größeres und zwei zusätzliche kleine (für Kinder- und Jugendbücher) Regale befinden sich im Lebensladen mit Postpartnerstelle (8006) an der Ecke Brockmanngasse/Anzengrubergasse; zugänglich während der Öffnungszeiten (Stand Anfang Oktober 2022): Montag bis Freitag 09.00h bis 18.00h | ⊙ Anzengrubergasse 6-8, 8006 Graz                                     |
|      | Bücherregal                  | Graz-Jakomini (6. Bezirk)                                                  | Graz                 |                       | Das Bücherregal mit dem Motto „Lies mich – denn ich bin lesbar“ befindet sich vor dem von Jugend am Werk (JaW) betriebenen Bistro „incafé“ im Messequartier | ⊙ Münzgrabenstraße 84a, 8010 Graz                                     |
|      | Bücherbox                    | Graz-Liebenau (7. Bezirk)                                                  | Graz                 |                       | An der Stadteinfahrt im Grazer Osten an der Conrad-von-Hötzendorfstraße Ecke Ulrich-Lichtenstein-Gasse am Ort der ehemaligen Wendeschleife der Straßenbahnlinie 4 vor der Merkur Arena | ⊙ Bertha-von-Suttner-Platz, 8041 Graz                                 |
|      | Bücherregal                  | Graz-Liebenau (7. Bezirk)                                                  | Graz                 |                       | Die „Lieblingsbibliothek“ befindet sich vor dem Zugang zum Geschäft „Adler Mode“ im Obergeschoß des Shopping-Centers Murpark; zugänglich während der Öffnungszeiten (Stand Mitte Oktober 2022): Montag bis Freitag 09.00h bis 19.30h, Samstag 09.00h bis 18.00h | ⊙ Ostbahnstraße 3, 8041 Graz                                          |
|      | Bücherregal                  | Graz-Liebenau (7. Bezirk)                                                  | Graz                 |                       | Die „Büchertankstelle“ befindet sich in Graz-Thondorf in der katholischen Kirche St. Christoph kurz nach dem Eingang links in einer Nische bei einem Stiegenaufgang | ⊙ Liebenauer Hauptstraße 291, 8041 Graz                               |
|      | Telefonzelle                 | Graz-St. Peter (8. Bezirk)                                                 | Graz                 |                       | Bücherzelle beim Parkplatz neben dem Nachbarschaftszentrum St. Peter | ⊙ St. Peter Hauptstraße 85, 8042 Graz                                 |
|      | Bücherregal                  | Graz-St. Peter (8. Bezirk)                                                 | Graz                 |                       | Das Offene Bücherregal steht im Außenbereich vom „Bioladen Die Knospe“. | ⊙ St. Peter Hauptstraße 36/38, 8042 Graz                              |
|      | hängender Bücherschrank      | Graz-St. Peter (8. Bezirk)                                                 | Graz                 |                       | | ⊙ Nußbaumerstraße 11, 8042 Graz                                       |
|      | Bücherregal                  | Graz-St. Peter (8. Bezirk)                                                 | Graz                 | 9. Okt. 2022          | Das „Bücher- und Tauschregal“ befindet sich beim Rastplatz beim Atelier des Künstlers Klaus Augustin aka AKA vor der Garage in der Denggasse | ⊙ Theodor-Storm-Straße 43, 8042 Graz                                  |
|      | Bücherregal                  | Graz-St. Peter (8. Bezirk)                                                 | Graz                 |                       | Die Bücherbörse „Nimm und Gib“ befindet sich im durch Drücken des grünen Türöffnerknopfs zugänglichen Zentrum der Terrassenhaussiedlung Graz. | ⊙ St. Peter Hauptstraße 33, 8042 Graz                                 |
|      | Bücherregal                  | Graz-St. Peter (8. Bezirk)                                                 | Graz                 |                       | „Büchertisch & Re-Use Ecke am B7“ befinden sich bei der Hausbriefkastenanlage der gleichnamigen Siedlung | ⊙ Breitenweg 7c, 8042 Graz                                            |
|      | Bücherregal                  | Graz-St. Peter (8. Bezirk)                                                 | Graz                 |                       | Das „Offene Bücherregal“ befindet sich in der ehemaligen Filiale der Bäckerei Sorger in der Nähe des Milchautomaten der Wohnanlage | ⊙ Prof.-Franz-Spath-Ring 10, 8042 Graz-St. Peter                      |
|      | Bücherschrank                | Graz-Waltendorf (9. Bezirk)                                                | Graz                 |                       | Die sich hinter der Reiterkaserne am südlichen Ende der Brücke über den Leonhardbach an der Bezirksgrenze St. Leonhard/Waltendorf befindliche„Bücher-Box“ ist mit einer blauen Schutzplane bedeckt; das Bild zeigt den Schrank im verhüllten und im geöffneten Zustand | ⊙ Ecke Ehlergasse (Fortsetzung vom Reiterweg)-Sonnenstraße, 8010 Graz |
|      | Telefonzelle                 | Graz-Waltendorf (9. Bezirk)                                                | Graz                 |                       | Die Bücherzelle steht beim Mehrgenerationenhaus (MGH) am Zaun zur Volksschule Waltendorf | ⊙ Schulgasse 22, 8010 Graz                                            |
|      | Telefonzelle                 | Graz-Ries (10. Bezirk)                                                     | Graz                 | 2016                  | Die Bücherzelle steht im Hof der Pfarre Ragnitz (Bruder-Klaus-Kirche) beim Haus der Begegnung | ⊙ Ragnitzstraße 168, 8047 Graz                                        |
|      | Bücherregal                  | Graz-Mariatrost (11. Bezirk)                                               | Graz                 |                       | In Kroisbach, Standort an der Straßenseite links von der Zufahrt zu Hausnummer 20 | ⊙ Am Rehgrund 18 & 20, 8043 Graz                                      |
|      | Bücherregal                  | Graz-Mariatrost (11. Bezirk)                                               | Graz                 |                       | Bücherregal bei der Maria Verkündigungskirche in Kroisbach | ⊙ Am Rehgrund 2, 8043 Graz                                            |
|      | Bücherregal                  | Graz-Mariatrost (11. Bezirk)                                               | Graz                 |                       | Bücherregal vor dem Eingang zum Café „Rene´s Enoteca“ | ⊙ Mariatroster Straße 142a, 8044 Graz                                 |
|      | Bücherregal                  | Graz-Andritz (12. Bezirk)                                                  | Graz                 |                       | Offenes Bücherregal in der Arlandsiedlung | ⊙ Am Arlandgrund 51, 8045 Graz-Andritz                                |
|      | Bücherregal                  | Graz-Andritz (12. Bezirk)                                                  | Graz                 |                       | Das Offene Bücherregal, welches sich seit Ende 2023 oder Beginn 2024 bei der Mur unter dem östlichen Aufgang zum Pongratz-Moore-Steg in der Nähe des Trinkbrunnens befunden hatte, ist im Frühjahr 2024 verschwunden und wurde mittlerweile durch ein neues am selben Ort ersetzt. | ⊙ Am Arlandgrund/Gustav-Scherbaum-Promenade, 8045 Graz                |
|      | Bücherschrank                | Graz-Andritz (12. Bezirk)                                                  | Graz                 | Aug. 2021             | Der Holz-Bücherschrank „Lesbar“ der Lebenshilfe ist eine Sonderanfertigung aus der Holz- & Handwerkswerkstatt des Caritas-Jugendbeschäftigungsprojekt „tag.werk“ | ⊙ Andritzer Reichsstraße 57, 8045 Graz                                |
|      | Bücherregal/Bücherschrank    | Graz-Andritz (12. Bezirk)                                                  | Graz                 |                       | Die Bildmontage zeigt das Offene Bücherregel im Zugangsbereich bzw. den Bücherschrank beim Hintereingang der Evangelischen Johanneskirche. | ⊙ Geißlergasse 7, 8045 Graz                                           |
|      | Bücherregal                  | Graz-Andritz (12. Bezirk)                                                  | Graz                 |                       | Das Offene Bücherregal befindet sich im Freien unter einer Überdachung vor der Ordination der Ärztin Dr. Kristina Köppel-Klepp | ⊙ Inge-Morath-Straße 61, 8045 Graz                                    |
|      | Bücherschrank                | Graz-Andritz (12. Bezirk)                                                  | Graz                 |                       | | ⊙ Ursprungweg 143, 8045 Graz                                          |
|      | Bücherschrank                | Graz-Andritz (12. Bezirk)                                                  | Graz                 |                       | Der Glasschrank ist an einem Baum befestigt. | ⊙ Pfanghofweg 89, 8045 Graz                                           |
|      | Bücherregal                  | Graz-Andritz (12. Bezirk)                                                  | Graz                 |                       | Das Bücherregal steht im Eingangsbereich der Schule im Pfeifferhof (SiP Knallerbse) | ⊙ Pfeifferhofweg 153, 8045 Graz                                       |
|      | Bücherregale                 | Graz-Gösting (13. Bezirk)                                                  | Graz                 | 9. Feb. 2019          | Das „Offene Bücherregal“ befindet sich im Einkaufszentrum Shopping Nord beim „Nagelstudio Trend Nails“ zwischen Media Markt, Zillertaler Trachtenwelt und H&M im Obergeschoß (Mall Ebene 2); zugänglich während der Öffnungszeiten Montag bis Freitag von 09.00 bis 19.00h sowie samstags von 09.00 bis 18.00h. | ⊙ Wiener Straße 351, 8051 Graz                                        |
|      | Telefonzelle                 | Graz-Gösting (13. Bezirk)                                                  | Graz                 | 2021                  | Die Bücherzelle steht beim Gebäude von „ERfA – Erfahrung für Alle“ (Verein für gemeinnützige Beschäftigung) gegenüber der Graz Linien-Haltestelle Fischeraustraße der Linie 67E nächst einer Lebensmittel-Fairteiler- und Verschenk-Regal-Konstruktion | ⊙ Exerzierplatzstraße 33, 8051 Graz                                   |
|      | Telefonzelle                 | Graz-Gösting (13. Bezirk)                                                  | Graz                 | 2018?                 | Die mit einem Bewegungsmelder für die Beleuchtung ausgestattete Bücherzelle im Wohnpark Gösting bei der Bäckerei Auer in einer Nische unter der Stiege (vor dem Zugang zur Garage, gegenüber vom Kaisersaal) in Kombination mit einem „Foodsharing-Fairteiler“-Kühlschrank wurde von der „Gröbl 111 Gruppe“ realisiert. | ⊙ Anton-Kleinoschegstrasse 66, 8051 Graz                              |
|      | Telefonzelle                 | Graz-Eggenberg (14. Bezirk)                                                | Graz                 | 4. Apr. 2019          | Die Bücherkabine „Minibibliothek“ am Rande des Bauernmarktareals ist ein Projekt der STADTteilarbeit EggenLend in Zusammenarbeit mit dem Bezirksrat Eggenberg | ⊙ Hofbauerplatz, 8020 Graz                                            |
|      | Bücherregale                 | Graz-Eggenberg (14. Bezirk)                                                | Graz                 | 2021                  | Das „Verschenkeregal Eggenberg“ (wo neben Büchern auch Kleidung, Gebrauchsgegenstände, Geschirr, Deko, Schmuck und andere Sachen zu finden sind) wurde von Elisabeth Rainer im Frühjahr 2021 in einem offenen Carport eingerichtet. | ⊙ Handelstraße 25, 8052 Graz                                          |
|      | Bücherregal                  | Graz-Eggenberg (14. Bezirk)                                                | Graz                 |                       | Das Offene Bücherregal befindet sich im „Auster Sport- und Wellnessbad“ im Spabereich rechts vom Zugang zur Gastro; zugänglich während der Öffnungszeiten (Stand März 2023) täglich von 07.00 bis 22.00h | ⊙ Janzgasse 21, 8020 Graz                                             |
|      | Bücherregal                  | Graz-Wetzelsdorf (15. Bezirk)                                              | Graz                 |                       | Das Offene Bücherregal befindet sich in der Cafe & Konditorei Famoos; zugänglich während der Öffnungszeiten (Stand März 2024:) Sonntag, Montag und Feiertag 12.00 - 19.00h, von Dienstag bis Freitag 08.00 - 19.00h, am Samstag 09.00 - 19.00h. | ⊙ Schererstraße 5, 8052 Graz                                          |
|      | Bücherregal                  | Graz-Wetzelsdorf (15. Bezirk)                                              | Graz                 |                       | Das Offene Bücherregal befindet sich unter einer Überdachung vor einem Wohnhaus | ⊙ Peter-Rosegger-Straße 29a, 8053 Graz                                |
|      | Bücherregal                  | Graz-Wetzelsdorf (15. Bezirk)                                              | Graz                 |                       | Das Regal befindet sich bei einer Garagenzufahrt in Graz-Neuhart | ⊙ Peter-Rosegger-Straße 95, 8052 Graz                                 |
|      | Büchertaschen                | Graz-Wetzelsdorf (15. Bezirk)                                              | Graz                 |                       | Die zwei „nimm und bring“-Tauschtaschen für Kinder- und Jugendbücher hängen vor dem Eingang der Kinderfreunde Wetzelsdorf | ⊙ Peter-Rosegger-Straße 98, 8052 Graz                                 |
|      | Bücherregal                  | Graz-Straßgang (16. Bezirk)                                                | Graz                 |                       | Das Öffentliche Bücherregal befindet sich im Bad Straßgang rechts vom Eingang bei den Garderobenkästchen; zugänglich während der Öffnungszeiten (Stand Sommer 2023): im Juni, Juli und August von Montag bis Sonntag 09.00 - 20.00h, im Mai und September von 10.00 bis 18.00h | ⊙ Martinhofstraße 3, 8054 Graz                                        |
|      | Bücherregal und -tasche      | Graz-Straßgang (16. Bezirk)                                                | Graz                 |                       | Das Regal mit Tauschtasche (Kinder- und Jugendbücher) befindet sich im Jugendzentrum LOGin; zugänglich während der Öffnungszeiten (Stand Juli 2022): Dienstag bis Donnerstag 14.00-19.00h, Freitag und Samstag 15.00-20.00h | ⊙ Aribonenstraße 27a, 8054 Graz                                       |
|      | Büchertasche                 | Graz-Straßgang (16. Bezirk)                                                | Graz                 |                       | Die Büchertauschtasche „nimm und bring“ hängt beim Zugang zur Servicestelle der Stadt Graz (Bezirksvertretung XV Wetzelsdorf, XVI Straßgang und XVII Puntigam) | ⊙ Kärntner Straße 411, 8054 Graz                                      |
|      | Bücherregale                 | Graz-Straßgang (16. Bezirk)                                                | Graz                 | 9. Juni 2018          | Die „Bücher-Tausch & Lese-Insel“ befindet sich in Webling im Obergeschoß des Einkaufszentrums „Center West“ in der Nähe der Rolltreppe beim Coffeeshop der Granola Company; zugänglich während der Öffnungszeiten (Stand Mitte November 2024): Montag bis Freitag 08.00 bis 20.00h, samstags 08.00 bis 18.00h. | ⊙ Weblinger Gürtel 25, 8054 Graz                                      |
|      | Bücherregal                  | Graz-Straßgang (16. Bezirk)                                                | Graz                 |                       | Das Offene Bücherregal befindet sich unter einer Überdachung rechts neben der Zufahrt zu einem Haus | ⊙ Trattfelderstraße 82, 8054 Graz                                     |
|      | Telefonzelle                 | Graz-Puntigam (17. Bezirk)                                                 | Graz                 |                       | Die Bücherzelle „JO-LA-BÜ-BOX“ steht neben dem Trafo-Häuschen. | ⊙ Ecke Josef-Lanner-Straße/Jarlweg, 8055 Graz                         |
|      | Bücherregal                  | Graz-Puntigam (17. Bezirk)                                                 | Graz                 |                       | Das Offene Bücherregal befindet sich links vom Eingang in der Kletterhalle des Boulderclubs Graz auf der Rückseite des Gebäudes vom Einkaufszentrum Puntigam; zugänglich während der Öffnungszeiten (Stand Anfang Oktober 2022): Montag bis Sonntag 09.00h bis 22.00h | ⊙ Triester Straße 391, 8055 Graz                                      |
|      | Telefonzelle                 | Graz-Puntigam (17. Bezirk)                                                 | Graz                 | 2023                  | Die beleuchtete Bücherzelle neben einem Getränkeautomat in der Re-Use-Zone im umgangssprachlich auch „Sturzplatz“ genannten Altstoffsammelzentrum „Ressourcenpark“ war während einer Renovierungsphase bis Ende Juni 2024 vorübergehend durch ein Bücherregal ersetzt worden; zugänglich während der Öffnungszeiten (Stand Anfang April 2024): Montag bis Samstag von 08.00 bis 18.00h. | ⊙ Sturzgasse 5, 8020 Graz                                             |
|      | Telefonzelle                 | Gröbming                                                                   | Liezen               | 19. Sep. 2024         | Die vom Werbegrafiker Markus Tassatti gestaltete und am „Tag der offenen Tür“ der Bücherei eröffnete mobile Bücherzelle („Bücherbox“) befindet sie sich von Oktober bis März direkt vor der Gröbminger Bücherei (von der sie auch betreut wird) und in den Monaten April bis September in der Verweilzone „Stoderplatzl“ im Zentrum von Gröbming. | ⊙ Mitterberger Straße 40, 8962 Gröbming                               |
|      | Telefonzelle                 | Gutenberg, Ortschaft Garrach (ehemals Gemeinde Gutenberg an der Raabklamm) | Weiz                 | 2020                  | Die Bücherzelle („Bücher-Tankstelle“) steht beim Kinderspielplatz neben dem Parkplatz „Dorfplatz Gutenberg - Einstieg Große Raabklamm“. | ⊙ in der Nähe von Garrach 205, 8160 Gutenberg                         |
|      | Telefonzelle                 | Hart bei Graz, Ortschaft Pachern                                           | Graz-Umgebung        | Okt. 2022             | Die von der örtlichen Bibliothek betreute Bücherzelle mit einer per Bewegungssensor gesteuerten Beleuchtung ist die erste ihrer Art in Hart bei Graz und steht in der Nähe der Kulturhalle vor der Volksschule | ⊙ Pachern-Hauptstraße 97, 8075 Hart bei Graz                          |
|      | Telefonzelle                 | Hart bei Graz                                                              | Graz-Umgebung        | Okt. 2022             | Die von der örtlichen Bibliothek betreute Bücherzelle steht bei der Ortseinfahrt am Park and Ride-Parkplatz Lustbühel in der Nähe der Kirche St. Rupert-Hohenrain (Rupertikirche) und verfügt über eine mittels Bewegungssensor gesteuerte Beleuchtung. | ⊙ bei Rupertistraße 126, 8075 Hart bei Graz                           |
|      | Telefonzelle                 | Hart bei Graz                                                              | Graz-Umgebung        | Okt. 2022             | Die von der örtlichen Bibliothek betreute Bücherzelle neben der Bushaltestelle „Haberwald Dominikanerplatz“ bei der Wertstoff-Sammelstelle in der Ragnitz an der Kreuzung Haberwaldgasse/Karl Binder-Gasse/Dominikanergasse wurde im Sommer 2023 aufgrund einer Baustelle wegen der Anlage eines kleinen Parks entfernt und stand vorübergehend beim Spielplatz Ragnitz am Rothweg. | ⊙ Haberwaldgasse 8a, 8047 Hart bei Graz                               |
|      | Holzschrank                  | Hartberg                                                                   | Hartberg-Fürstenfeld | vor Aug. 2022         | | ⊙ Hofgasse 4 vor Bio-Sphäre                                           |
|      | Bücherschrank                | Hitzendorf, Ortslage Riederhof                                             | Graz-Umgebung        |                       | Die Bücherbox steht kurz vor der Doblbach-Brücke Richtung Mantscha in der Bushaltestelle „Riederhof bei Graz“ | ⊙ Riederhof/Mantschastraße, 8054 Hitzendorf                           |
|      | Telefonzelle                 | Hitzendorf                                                                 | Graz-Umgebung        | 2021                  | Die „Bücher Box“ links vom Eingang zum Hitzendorfer Marktgemeindeamt wurde im Rahmen des Jugendsommerprogramms von der Künstlerin Martina Stieber und Jugendlichen gestaltet | ⊙ Hitzendorf 63, 8151 Hitzendorf                                      |
|      | Bücherregal                  | Hitzendorf                                                                 | Graz-Umgebung        | Sep. 2019             | Das „Offene Bücherregal“ befindet sich links vom Eingang zum Supermarkt „SPAR Zsifkovits“ beim Parkplatz | ⊙ Hitzendorf 291, 8151 Hitzendorf                                     |
|      | Telefonzelle                 | Ilz                                                                        | Hartberg-Fürstenfeld | 2023                  | Die von der gemeinnützigen Beschäftigungsgesellschaft „LEO“ gestaltete Bücherzelle befindet sich in der Nähe der örtlichen Sparkassenfiliale neben dem Wartehäuschen der Bushaltestelle „Ilz Ortsmitte“. | ⊙ Hauptplatz 5, 8262 Ilz                                              |
|      | Bücherregal                  | Judenburg                                                                  | Murtal               |                       | Das Offene Bücherregal steht von der Herrengasse kommend rechts neben dem Friseursalon „Haarboutique Jasmin Preiß“ (vormals Salon Astrid). | ⊙ Schlossergasse 5, 8750 Judenburg                                    |
|      | Telefonzelle                 | Kainbach bei Graz                                                          | Graz-Umgebung        | 2016                  | Die Bücherzelle („Hönigtaler Bücherbox“) steht neben dem Gemeindezentrum | ⊙ Hönigtalerstrasse 4, 8010 Kainbach bei Graz                         |
|      | Telefonzelle                 | Kalsdorf bei Graz                                                          | Graz-Umgebung        | 10. Aug. 2020         | Die vom Ausschuss für Kultur („Kultur Schauplatz Kalsdorf“) initiierte „Bücherbox der Marktgemeinde Graz“ steht beim Hintereingang des Coffeeshop Barista´s im St.-Anna-Park. | ⊙ St.-Anna-Park 2, 8401 Kalsdorf bei Graz                             |
|      | Bücherregale                 | Kapfenberg                                                                 | Bruck-Mürzzuschlag   | 2015                  | Der „Offene Bücherschrank“ (vier Bücherregale mit Sitzgelegenheiten) befindet sich im 2. Stock (anfangs im Erdgeschoß) des Kapfenberger „Einkaufs-Centrum-Europaplatz“ (ece). | ⊙ Wiener Straße 35a, 8605 Kapfenberg                                  |
|      | Bücherschrank                | Knittelfeld                                                                | Murtal               | 2021                  | Das „Bücher-Tausch-Regal“ (auch Büchertauschhütte genannt) wurde vom Büro Kinder, Jugend und Familie der Stadtgemeinde Knittelfeld aufgestellt. | ⊙ Hauptplatz 11, 8720 Knittelfeld                                     |
|      | Telefonzelle                 | Köflach, Ortschaft Graden                                                  | Voitsberg            | 2020                  | Die Bücherzelle („BücherSCHRANK“) steht am Dorfplatz neben dem Gemeindeamt. | ⊙ Graden 11, 8593 Graden bei Köflach                                  |
|      | Telefonzelle                 | Kumberg                                                                    | Graz-Umgebung        | 2018                  | Die von der örtlichen Bibliothek zur Verfügung gestellte und von Schulkindern der VS Kumberg gestaltete Bücherzelle („Bücher Tankstelle“) steht seit Herbst 2018 in der Ortsmitte am öffentlichen Parkplatz beim Kaufhaus Loder unterhalb der Pfarrkirche hl. Stephanus (genauer Standort ist das Grundstück Nr. 2, KG 63245 Kumberg). | ⊙ Meierhöfenstraße 1, 8062 Kumberg                                    |
|      | Telefonzelle                 | Landl                                                                      | Liezen               | 2021                  | Auf Initiative von Anna Pribil und dem Team der Bücherei Gams wurde die bestehende Telefonzelle neben Raiffeisenbank, Polizei und Lagerhaus gemeinsam mit dem Verein „Jugend am Werk“ bis Sommer 2022 zur Bücherzelle umfunktioniert. | ⊙ Kirchenlandl 148, 8931 Landl                                        |
|      | Telefonzelle                 | Lannach                                                                    | Deutschlandsberg     |                       | Die Bücherzelle („offener Bücherschrank“) wurde vom historischen Verein „Viana Styria für Weststeirische Heimatforschung“ in der Nähe vom Tabak-Fachgeschäft „Monika Müller“ aufgestellt. | ⊙ gegenüber von Hauptstraße 20, 8502 Lannach                          |
|      | Telefonzelle                 | Laßnitzhöhe                                                                | Graz-Umgebung        | 30. Jan. 2015         | Die im Rahmen eines Maturaprojektes initiierte und von der Öffentlichen Bibliothek Nestelbach betreute Bücherzelle steht am neuen Marktplatz in einem Pavillon östlich einer Verkehrsinsel zwischen Hauptstraße und Obere Bahnstraße-Bahnhofstraße. | ⊙ Obere Bahnstraße 1, 8301 Laßnitzhöhe                                |
|      | Telefonzelle                 | Leibnitz                                                                   | Leibnitz             | Aug. 2022             | Die „Bücherbox“ wurde vom Verein Freiraum gemeinsam mit dem Lions-Club Leibnitz vor der (mittlerweile übersiedelten) örtlichen Frauenberatungsstelle aufgestellt und von der Künstlerin Tamara Volgger sowie Mädchen und Frauen aus der Stadt gestaltet | ⊙ Karl Morre-Gasse 11, 8430 Leibnitz                                  |
|      | Bücherfass                   | Leibnitz                                                                   | Leibnitz             |                       | Das Bücherfass befindet sich im auch außerhalb der Öffnungszeiten zugänglichen Foyer des Leibnitzer Infobüros vom Tourismusverband Südsteiermark (Tourismusbüro). | ⊙ Sparkassenplatz 4a, 8430 Leibnitz                                   |
|      | Telefonzellen                | Leoben                                                                     | Leoben               | Dez. 2020             | Die zwei Bücherzellen bei der Pfarrkirche Leoben-Waasen wurden von Gudrun Binder vom Pfarrgemeinderat Waasen initiiert. | ⊙ Marienplatz 2, 8700 Leoben                                          |
|      | Bücherschrank                | Leoben-Hinterberg                                                          | Leoben               |                       | Der Bücherschrank befindet sich bei der Pfarrkirche Leoben-Hinterberg | ⊙ Hinterbergstraße 23, 8700 Leoben-Hinterberg                         |
|      | Telefonzelle                 | Lieboch                                                                    | Graz-Umgebung        | 2018                  | Die von Künstlerinnen und Künstlern der Sommerbetreuung Lieboch bemalte „Bücherbox“ steht bei der örtlichen Volksschule | ⊙ Hitzendorferstraße 2, 8501 Lieboch                                  |
|      | Telefonzelle                 | Lieboch                                                                    | Graz-Umgebung        | 28. Feb. 2022         | Die von Schülern und Schülerinnen der örtlichen Volksschule bemalte und von der Gemeinde betreute „Verschenkbox“ steht schräg gegenüber vom Kinderspielplatz und ist auch für Geschirr, kleine Haushaltsgeräte, DVDs, Dekoartikel oder Bilderrahmen (nicht aber für Kleidung) vorgesehen. | ⊙ Ecke Dorfstraße/Josef Mihalits-Straße-Am Weiher, 8501 Lieboch       |
|      | Telefonzelle                 | Ligist                                                                     | Voitsberg            | 2022                  | Die auf Initiative der Leiterin der Frauen-Ortsgruppe Ligist Krottendorf-Gaisfeld der Steirischen Volkspartei (VP) Gudrun Leutschacher errichtete Offene Bücherzelle befindet sich am Ligister Marktplatz neben der „Nähstube Sabine Leitner“ in der Nähe der katholischen Pfarrkirche hl. Katharina. | ⊙ Markt 57, 8563 Ligist                                               |
|      | Bücherregal                  | Mautern in Steiermark                                                      | Leoben               | Sep. 2019             | Das Offene Bücherregal befindet sich in einer Nische im Café „Hüttenbrenner“; zugänglich während der Öffnungszeiten (Stand September 2023): Montag, Mittwoch, Freitag, Samstag und Sonntag 07.00 bis 12.00h sowie 17.00 bis 22.00 Uhr, dienstags und donnerstags geschlossen | ⊙ Hauptplatz 11, 8774 Mautern in Steiermark                           |
|      | Telefonzelle                 | Mitterdorf an der Raab                                                     | Weiz                 | 2022                  | Die Bücherzelle („Gemeinde Mitterdorf Bücherbox“) beim Gemeindeamt bzw. Kindergarten wurde im Jänner 2022 beklebt und ab März oder Februar desselben Jahres der Bevölkerung zur Verfügung gestellt. | ⊙ Mitterdorf an der Raab 5, 8181 Mitterdorf an der Raab               |
|      | Bücherbaum                   | Neumarkt in der Steiermark                                                 | Murau                |                       | Der Bücherbaum steht im Zentrum der Marktgemeinde. | ⊙ Hauptplatz 52, 8820 Neumarkt in der Steiermark                      |
|      | Bücherschrank                | Ottendorf an der Rittschein                                                | Hartberg-Fürstenfeld | Sep. 2023             | Der von den örtlichen Grünen initiierte Bücherschrank befindet sich im Info-Pavillon gegenüber vom Gemeindeamt. | ⊙ gegenüber von Ottendorf 132, 8312 Ottendorf an der Rittschein       |
|      | Telefonzelle                 | Passail                                                                    | Weiz                 | 2021                  | Die Bücherzelle („Büchertankstelle“) steht seit Sommer 2021 am sogenannten „Karl-Heinz-Charusa-Platz“ im Garten der örtlichen Bücherei. | ⊙ Untergasse 1, 8162 Passail                                          |
|      | Bücherschrank                | Peggau                                                                     | Graz-Umgebung        | 11. Mai 2024          | Der Schrank in der Gartenlaube unter dem Balkon des Mesnerhauses beim Friedhof der Filialkirche hl. Margaretha bietet Bücher und Spiele. | ⊙ Sankt-Margarethen-Straße 3, 8120 Peggau                             |
|      | Telefonzelle                 | Raaba-Grambach                                                             | Graz-Umgebung        |                       | Die Bücherzelle „Bücherhäusl“ befindet sich im Ortsteil Himmelreich von Grambach | ⊙ Ecke Querweg/Eisenbergstraße 3, 8071 Grambach                       |
|      | Kühlschrank                  | Riegersburg                                                                | Südoststeiermark     | 2016                  | Der von der örtlichen Bibliothek initiierte und von der der BE-Gruppe der NMS Riegersburg gestaltete Bücherkühlschrank steht im Eingangsbereich des Seebades. | ⊙ Riegersburg 205, 8333 Riegersburg                                   |
|      | Bücherregale                 | Rosental an der Kainach                                                    | Voitsberg            |                       | Die zwei Bücherregale befinden sich im 1. Stock des WEZ Bärnbach (Weststeirisches Einkaufszentrum) neben dem Geschäft „Geschenkskorb“; zugänglich während der Öffnungszeiten (Stand Ende Juli 2024): Montag bis Freitag von 07.15 bis 19.00h und samstags von 07.15 bis 18.00h. | ⊙ Packer Straße 18, 8582 Rosental an der Kainach                      |
|      | Telefonzelle                 | Seiersberg-Pirka, Ortschaft Windorf                                        | Graz-Umgebung        | 2021                  | Die unter Leitung von „SOFA Soziale Dienste“ von Kindern der VS Pirka bemalte Bücherbox befindet sich auf dem Spielplatz bei der Stocksporthalle des ESV Windorf bei den Windorfer Teichen | ⊙ Dorfstraße 31, 8054 Pirka                                           |
|      | Telefonzelle                 | Seiersberg-Pirka, Ortschaft Pirka                                          | Graz-Umgebung        |                       | Die Bücherzelle steht auf einem Platz zwischen den Adressen Rauscherstraße 4 und Hauptstraße 37 bei der Grünerbus-Haltestelle „Pirka Gemeindeamt“ in der Nähe der örtlichen Kinderkrippe | ⊙ Ecke Rauscherstraße/Hauptstraße, 8054 Pirka                         |
|      | Telefonzelle                 | Seiersberg-Pirka, Ortschaft Seiersberg                                     | Graz-Umgebung        | März 2016             | Die auf Anregung von Magdalena Schlachter initiierte „Bücherbox“ (die zweite Bücherzelle im Ort) wurde nach Gestaltung der Umgebung zum neuen Ortszentrum wieder neben dem neuen Wartehäuschen bei der Haltestelle „Seiersberg Gemeindeamt“ (Busse der Linie 78 Richtung Gedersberg/Pirka) aufgestellt | ⊙ Feldkirchner Straße, 8054 Seiersberg                                |
|      | Telefonzelle                 | Sinabelkirchen, Ortschaft Untergroßau                                      | Weiz                 | 18. Okt. 2013         | Die mit einer Solaranlage für die Beleuchtung ausgestattete Bücherzelle („Büchertankstelle“) wurde nach einer Idee des Vereins „RUNDUMkultur“ in Zusammenarbeit mit der Öffentlichen Bücherei im Gewerbepark Hörmann in der Nähe vom Supermarkt „SPAR Pratscher“ bei der Filiale der Steiermärkischen Sparkasse bzw. gegenüber der örtlichen Raika aufgestellt und mit dem 3. Platz des „Innovationspreises 2014 des Steirischen Vulkanlandes“ (Kategorie „Lebenskraft“) sowie 2015 im „Gemeindewettbewerb Zukunftsgemeinde Steiermark“ in der Kategorie „Markt der kurzen Wege“ mit dem 2. Platz ausgezeichnet. | ⊙ Untergroßau 182, 8261 Sinabelkirchen                                |
|      | Bücherschrank                | St. Marein bei Graz                                                        | Graz-Umgebung        | 11. Apr. 2020         | Der im Rahmen der Nachbarschaftshilfe St. Marein bei Graz eingerichtete Offene Bücherschrank („Bücherladen“) steht zwischen dem „KostNixLaden“ und einem Regal für Pflanzentausch. | ⊙ Markt 56, 8323 St. Marein bei Graz                                  |
|      | Telefonzelle                 | St. Nikolai im Sausal                                                      | Leibnitz             | 2021                  | Die Bücherzelle („Bücherbox“) in der Ortsmitte auf der Rückseite des Marktgemeindeamts vor der Ordination des Gemeindearztes Dr. Marek Kartous ging aus dem Bürgerbeteiligungsprozesses „Vitale Gemeinde St. Nikolai im Sausal“ hervor. | ⊙ St. Nikolai im Sausal 5, 8505 St. Nikolai im Sausal                 |
|      | Telefonzelle                 | Sankt Ruprecht an der Raab                                                 | Weiz                 | Mai 2017              | Die vom Bücherfreundetreff des FC-Donald initiierte Bücherzelle („Bücher-Tankstelle“) befindet sich im gemeinsamen Foyer des Hotels „Locker & Légere“ und des örtlichen Spar-Markts Pratscher & Lampl; zugänglich während der Öffnungszeiten (Stand Mai 2023): Montag – Freitag 06.50 bis 19.00h und Samstag 06.50 bis 18.00h | ⊙ Parkstraße 29, 8181 St. Ruprecht an der Raab                        |
|      | Telefonzelle                 | Stadl-Predlitz, Katastralgemeinde Stadl an der Mur                         | Murau                |                       | Die Bücherzelle befindet sich hinter dem Stützpunkt Stadl der Berg- und Naturwacht direkt am R2-Murtalradweg beim Spielplatz bzw. den öffentlichen Toiletten. | ⊙ Steindorf 44, 8862 Stadl-Predlitz                                   |
|      | Bücherschrank                | Stainach-Pürgg                                                             | Liezen               |                       | Der Offene Bücherschrank steht vor dem ehemaligen Gasthaus „Ennshof“ | ⊙ Salzburgerstraße 9, 8950 Stainach-Pürgg                             |
|      | Bücherregal                  | Stainz                                                                     | Deutschlandsberg     | 2021                  | Der vom historischen Verein „Viana Styria für Weststeirische Heimatforschung“ initiierte Offene Bücherschrank war der erste seiner Art in der Gemeinde und befindet sich neben der Giraffe „Gisela“ im Häuschen „Naturmuseum Stainz-Aussenstelle“ (alte Brückenwaage) an der Ecke Badgasse / Kärntner Straße | ⊙ Lastenstraße 1, 8510 Stainz                                         |
|      | Kühlschrank                  | Stainz, Ortsteil Rassach                                                   | Deutschlandsberg     | 12. Mai 2021          | Der vom historischen Verein „Viana Styria für Weststeirische Heimatforschung“ initiierte und von Schülern gestaltete Bücherschrank (vormals ein gewerblicher Kühlschrank beim Gasthaus Hahnhofwirt) steht beim Haupteingang der Volksschule Rassach. | ⊙ Rassach 51, 8510 Stainz                                             |
|      | Bücherschrank                | Stainz, Ortsteil Marhof                                                    | Deutschlandsberg     | 2021                  | Der vom historischen Verein „Viana Styria für Weststeirische Heimatforschung“ initiierte und von Schülern und Schülerinnen der VS Marhof gestaltete Offene Bücherschrank (zwei miteinander verschraubte Wertheim-Metallschränke mit ausziehbaren Laden) befindet sich in der alten K&K Brückenwaage bei der Bushaltestelle „Marhof Reinbacher“ der RegioBus Steiermark-Linie 746. | ⊙ Ecke Wald / Marhof, 8510 Marhof bei Stainz                          |
|      | Haushaltsgefrierschrank      | Stainz, Ortsteil Mettersdorf                                               | Deutschlandsberg     | 2021                  | Offener Bücherschrank initiiert vom Historischen Verein Viana Styria | ⊙Vor dem ehemaligen ASZ Mettersdorf 59                                |
|      | Telefonzelle                 | Stainz, Ortsteil Stallhof                                                  | Deutschlandsberg     | 2021                  | Die Bücherzelle („offener Bücherschrank“) des historischen Vereins „Viana Styria für Weststeirische Heimatforschung“ neben einem Wohnhaus wurde als viertes „Bücherdepot“ in der Gemeinde offiziell am 24. September 2021 eröffnet. | ⊙ Stallhof 51, 8510 Stainz                                            |
|      | Bücherregal                  | Stattegg                                                                   | Graz-Umgebung        |                       | Die „Lese-Ecke“ in Turners Cafè (vormals Bäckerei Cafe Hubert Auer) ist eine Initiative des Vereins „Kultur in Stattegg“; Öffnungszeiten (Stand Mai 2022): Montag Ruhetag, Dienstag bis Samstag von 7:00–18:00 Uhr, Sonntag 8:00–17:00 Uhr | ⊙ Dorfplatz 4/1, 8046 Stattegg-Hub                                    |
|      | Telefonzelle                 | Thal                                                                       | Graz-Umgebung        | 2019                  | Die Bücherzelle befindet sich schräg gegenüber vom Café „Die Thalerei“ (früher Cafe Manifredi) neben dem Häuschen der ehemaligen örtlichen Tiefkühlanlage an der Kreuzung Unterthalstraße/Kötschbergstraße. | ⊙ Unterthalstraße 36/Kötschbergstraße 1, 8051 Thal                    |
|      | Telefonzelle                 | Thannhausen, Ortschaft Oberdorf bei Thannhausen                            | Weiz                 |                       | Die Wanderbücherzelle befindet sich derzeit (Ende Juli 2024) bei der Volksschule Peesen. | ⊙ Schulweg 7, 8160 Oberdorf bei Thannhausen                           |
|      | Telefonzelle                 | Thannhausen, Ortschaft Oberfladnitz                                        | Weiz                 | Juli 2021             | Die von Barbara Schmidt-Maier betreute Bücherzelle am Vorplatz vom Gemeindezentrum Thannhausen beim Eingang zur Gastro ist eine Idee des örtlichen Kultur Forums und wurde durch Kooperation zwischen der Gemeinde Thannhausen und der Stadtbücherei Weiz realisiert. | ⊙ Thannhausen 1, 8160 Oberfladnitz-Thannhausen                        |
|      | Telefonzelle                 | Trofaiach                                                                  | Leoben               | 10. Mai 2012          | Die „Bücherbox“ wurde als erste ihrer Art in der Steiermark von der Stadtbücherei Trofaiach initiiert und steht unter einem Baum. | ⊙ Hauptplatz, 8793 Trofaiach                                          |
|      | Bücherregal                  | Trofaiach                                                                  | Leoben               | Mai 2015              | Die „Bücherbox am Wasser“ im örtlichen Freibad wurde von der Stadtbücherei Trofaiach initiiert; zugänglich während der Sommeröffnungszeiten: Montag – Sonntag 09.00 – 19.00h. | ⊙ Badgasse 4, 8793 Trofaiach                                          |
|      | Büchernische                 | Trofaiach                                                                  | Leoben               | März 2021             | Die von der Stadtbücherei Trofaiach initiiert Büchernische befindet sich im Fahrgastunterstand beim Busterminal Trofaiach. | ⊙ Parkweg (gegenüber von Hauptstraße 38), 8793 Trofaiach              |
|      | Bücherregal                  | Übelbach                                                                   | Graz-Umgebung        |                       | Das Offene Bücherregal („LIBRI NIMM – Das Bücher-Board der Übelbacher Bobliothek“) befindet sich im Foyer des Marktgemeindeamts Übelbach; zugänglich während der Öffnungszeiten (Stand Ende Juli 2024): Dienstag von 08.00 bis 12.00 und von 14.00 bis 18.00h, am Donnerstag von 08.00 bis 12.00h sowie freitags von 07.00 bis 12:00h. | ⊙ Alter Markt 64, 8124 Übelbach                                       |
|      | Telefonzelle                 | Wundschuh                                                                  | Graz-Umgebung        |                       | Die beleuchtete Bücherzelle am Zaun zum örtlichen Pfarrkindergarten ist ein Kooperationsprojekt zwischen Katholischer Frauenbewegung, Jungschar und Gemeinde Wundschuh. | ⊙ Kalvarienbergstraße 12, 8142 Wundschuh                              |

## Liste ehemaliger Bücherschränke
| Bild | Ausführung             | Ort                           | Seit | abgebaut (festgestellt) | Anmerkung | Lage                                               |
| ---- | ---------------------- | ----------------------------- | ---- | ----------------------- | --- | -------------------------------------------------- |
|      | Bücherschrank          | Altaussee                     |      | ca. 2022                | Der Offene Bücherschrank aus Stahl befand sich auf der Erholungswiese des Refugiums am Altausseer See beim Bootssteg des Hotels „Seevilla“. | ⊙ Fischerndorf 2, 8992 Altaussee                   |
|      | Schrank                | Bruck an der Mur              | 2013 |                         | | ⊙ Mittergasse 11–15, Volksbankgalerie              |
|      | Bücherregal/Bücherwand | Gratkorn                      |      |                         | Die Bücherwand beim Gebäude der Softdrinks-Firma „Splash PostmixSirup Vertriebs GmbH“ (ehemalige Schlecker-Filiale) in der Nähe der Bushaltestelle „St. Stefan bei Gratkorn Schulgasse“ wurde 2023 durch ein Bücherregal beim Gemeindeamt in derselben Straße ersetzt | ⊙ Dr. Karl Renner-Straße 27, 8101 Gratkorn         |
|      | Schrank / Boxen        | Graz-St. Leonhard (2. Bezirk) |      |                         | Ecke Engelgasse/Gabriel-Seidl-Gasse, Fußgängerbrücke | ⊙ Gabriel-Seidl-Gasse 3                            |
|      | Schrank / Boxen        | Graz-St. Leonhard (2. Bezirk) |      |                         | Haltestelle Reiterkaserne (gegenüber der Trafik) | ⊙ Leonhardstraße 82                                |
|      | Bücherregal            | Graz-Geidorf (3. Bezirk)      |      |                         | Die „Bücher Börse“ auf einer Wiese beim Murradweg auf Höhe der Tennisplätze des GAK, das Regal wurde im Sommer 2021 im Zuge der Aufräumarbeiten nach einem Unwetter entfernt. | ⊙ Schwimmschulkai, 8010 Graz                       |
|      | Bücherregal            | Graz-Geidorf (3. Bezirk)      |      |                         | Die „Geidorfer Bücherbox“ stand beim Zugang von der Körösistraße zum Martha-Tausk-Park. | ⊙ Martha-Tausk-Park/Lehargasse, 8010 Graz          |
|      | Bücherschrank          | Graz-Geidorf (3. Bezirk)      |      | 4. Mai 2022             | Der zu einem unbekannten Zeitpunkt nach dem 4. Mai 2022 entfernte Bücherschrank aus Kunststoff befand sich kurz nach dem Tor auf der rechten Seite beim Aufgang zum Rosenhain, am Zaun zum Parkplatz bei der Volksschule Graz-Rosenberg. | ⊙ Aigner-Rollet-Allee, 8010 Graz                   |
|      | Bücherschrank          | Graz-Lend (4. Bezirk)         | 2022 | 2024                    | Das „Bücher-Tausch-Schrankerl“ neben der Volksschule SmartCity – Leopoldinum beim Garten des Projektes „Natur.Werk.Stadt“ gegenüber vom Wissenschaftsturm und der Helmut-List-Halle in der Smart City wurde mitsamt dem Garten aufgrund des im März 2024 gestarteten Neubaus einer Mittelschule und einer Polytechnischen Schule (MS/PS Leopoldinum-Smart City - BildungscampusSmartCity) entfernt. | ⊙ Waagner-Biro-Straße 105, 8020 Graz               |
|      | Bücherschrank          | Graz-Andritz (12. Bezirk)     | 2022 | 2023                    | Der verschließbare Bücherschrank aus Metall bei einem Umlaufgitter, der ein im Sommer 2021 bei einem Unwetter beschädigtes weißes Plastikregal ersetzt hatte, ist im Herbst 2023 verschwunden. | ⊙ (in der Nähe von) Papierfabrikgasse 8, 8045 Graz |